# بوبان ميتيف
بوبان ميتيف مواليد 7 أغسطس 1972 في سكوبيه، جمهورية مقدونيا، هو مدرب كرة سلة مقدوني ولاعب معتزل. يدرب بانفيت لكرة السلة في الدوري التركي لكرة السلة.

## المسيرة الاحترافية
لعب مع إم زد تي سكوبيه من سنة 1996 إلى 1998، ثم لعب مع كاربوش سوكولي في موسم 1998–1999، ثم لعب مع نادي فوتسوافك لكرة السلة من سنة 2003 إلى 2006، ثم لعب مع تورو زغورجيلتس من سنة 2006 إلى 2009، ثم لعب مع إم زد تي سكوبيه في سنة 2009، ثم لعب مع لوكوموتيف كوبان في الدوري الروسي في موسم 2009–2010.